# Anton Gargiulo
Anton P. Gargiulo (* um 1975) ist ein neuseeländischer Badmintonspieler. 

## Karriere
Anton Gargiulo erreichte erste vordere internationale Platzierungen bei den New Zealand International 1994, 1995 und 1996. 1998 erkämpfte er sich als größten Erfolg seiner Karriere Bronze mit dem neuseeländischen Team bei den Commonwealth Games. Bei den French Open des gleichen Jahres wurde er Fünfter im Mixed. Bei der Weltmeisterschaft 1999 schied er jedoch in Runde eins aus.

## Sportliche Erfolge
| Saison | Veranstaltung            | Disziplin    | Platz | Name                                    |
| ------ | ------------------------ | ------------ | ----- | --------------------------------------- |
| 1994   | New Zealand Open         | Mixed        | 5     | Anton Gargiulo / Nicole Gordon          |
| 1995   | Auckland International   | Herrendoppel | 3     | Anton Gargiulo / Ian Coldstream         |
| 1995   | Auckland International   | Mixed        | 5     | Anton Gargiulo / Nicole Gordon          |
| 1995   | New Zealand Open         | Herrendoppel | 3     | Anton Gargiulo / Nick Hall              |
| 1995   | New Zealand Open         | Mixed        | 5     | Anton Gargiulo / Nicole Gordon          |
| 1996   | New Zealand Open         | Herrendoppel | 5     | Anton Gargiulo / Jarrod King            |
| 1998   | Commonwealth Games       | Team         | 3     | Neuseeland                              |
| 1998   | Commonwealth Games       | Herrendoppel | 9     | Anton Gargiulo / Nick Hall              |
| 1998   | Auckland International   | Herrendoppel | 2     | Anton Gargiulo / Nick Hall              |
| 1998   | French Open              | Mixed        | 5     | Anton Gargiulo / Sara Runesten-Petersen |
| 1998   | Auckland International   | Herrendoppel | 2     | Anton Gargiulo / Nick Hall              |
| 1998   | Waikato International    | Mixed        | 5     | Anton Gargiulo / Nicole Gordon          |
| 1998   | New Zealand Open         | Mixed        | 5     | Anton Gargiulo / Nicole Gordon          |
| 1999   | New Zealand Open         | Herrendoppel | 2     | Anton Gargiulo / Nick Hall              |
| 1999   | Weltmeisterschaft        | Herrendoppel | 33    | Anton Gargiulo / Leandro Santos         |
| 1999   | Auckland International   | Mixed        | 3     | Anton Gargiulo / Sara Runesten-Petersen |
| 1999   | Auckland International   | Herrendoppel | 5     | John Gordon / Anton Gargiulo            |
| 1999   | Waikato International    | Mixed        | 5     | Anton Gargiulo / Sara Runesten-Petersen |
| 1999   | Waikato International    | Herrendoppel | 5     | John Gordon / Anton Gargiulo            |
| 1999   | Wellington International | Herrendoppel | 5     | John Gordon / Anton Gargiulo            |
| 2001   | Auckland International   | Herrendoppel | 5     | Jarrod King / Anton Gargiulo            |